# VKT-Linie

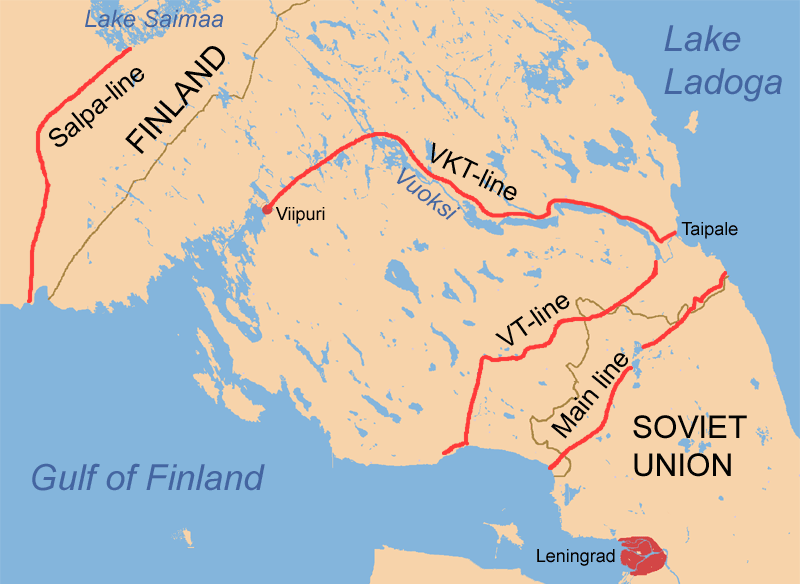
Verteidigungslinien auf der Karelischen Landenge

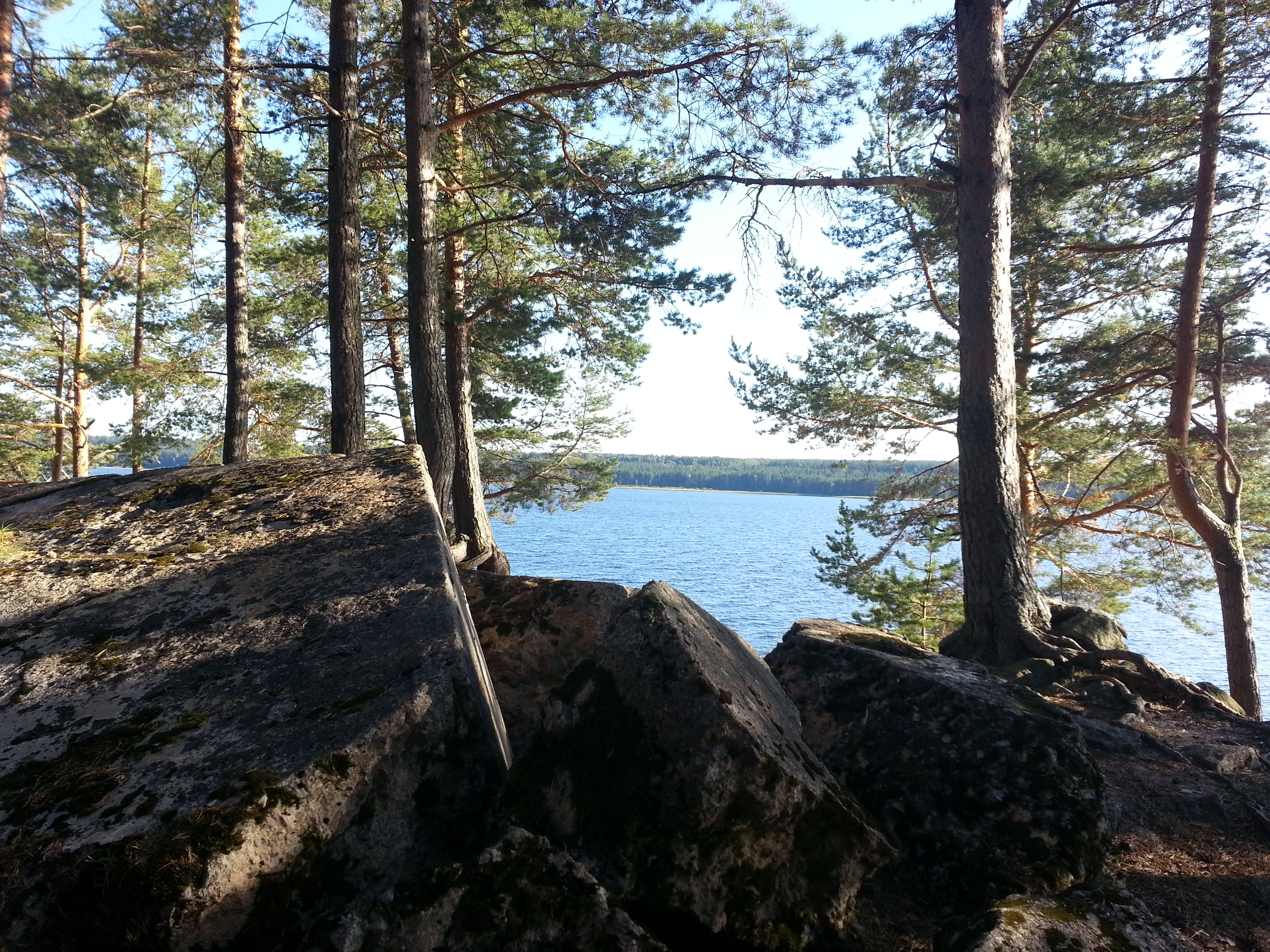
Gesprengter Bunker am Kap Kurviniemi in der Nähe des Dorfes Novinka (Gromovo-Nizhnyaya)

Die VKT-Linie oder Viipuri-Kuparsaari-Taipale-Linie (Finnisch: VKT-linja, Schwedisch: VKT-Linjen) war eine finnische Verteidigungslinie an der Karelischen Landenge während des Fortsetzungskrieges und reichte von Viipuri (Wyborg) über Tali und Kuparsaari im Norden Ufer des Vuoksi-Flusses, Suvanto und Taipaleenjoki nach Taipale am Westufer des Ladogasees, unter Nutzung der natürlichen Vorteile des östlichen Teils der zerstörten Mannerheim-Linie.
Schon am 20. Juni 1944 waren Truppen der sowjetischen 21. Armee während der Wyborg-Petrosawodsker Operation mit der Einnahme von Wyborg am rechten Abschnitt der VKT-Linie eingebrochen. In der östlich davon angesetzten Schlacht von Tali-Ihantala (27. Juni – 9. Juli) konnte die Offensive der sowjetischen 23. Armee aber von den Finnen gestoppt werden. Ab 7. Juli verlagerte sich der Schwerpunkt der sowjetischen Angriffe zum Fluss Vuoksi, wo es der sowjetischen  23. Armee bei der Schlacht von Vuosalmi gelang, einen Brückenkopf an der VKT-Linie zu errichten. Erst der Waffenstillstand am 2. September brachte den allgemeinen Rückzug der Finnen auf die Salpa-Linie.